# 農芸化学科
農芸化学科（のうげいかがくがっか、英称： Department of Agricultural chemistry / Division of Agricultural chemistry）は、農芸化学に関する分野を教育研究する、大学における学科のひとつ。主に、農学部や生物資源科学部の傘下に設置されることが多い学科である。かつての農科大学、農業短期大学にも多く存在した。
栄養学科や食品科学科, 保健学科でも農芸化学は取り扱い、それらの学科所属教職員には日本農芸化学会に所属する教職員も多い。

## 農芸化学科を置く大学・学部
- 明治大学農学部
- 高知大学農林海洋科学部（物部キャンパス）- 2016年度（平成28年度）に設置 生産環境管理学領域 農芸化学科 として再設置
- 東京農業大学応用生物科学部 - 農学部の再編で名称変更されたが、2018年4月より生物応用化学科が名称再変更

別名称の大学・学部
- 北海道大学農学部 生物機能化学科 - 東北帝国大学農科大学時代から。
- 弘前大学農学生命科学部 分子生命科学科
- 岩手大学農学部 応用生物化学科 - 農学科第二部として盛岡高等農林学校時代から。
- 東北大学農学部 応用生物化学科
- 宇都宮大学農学部 応用生命化学科 - 宇都宮高等農林学校時代から。
- 筑波大学生命環境学群 生物資源学類応用生命化学コース - 東京教育大学時代に農学部農芸化学科
- 千葉大学園芸学部 応用生命化学科 - 千葉高等園芸学校時代から。
- 東京大学農学部 生命化学・工学専修 - 駒場農学校, 東京帝国大学時代から設置されていたが、現在は同校が課程制に移行のため消滅
- 東京大学農学部 応用生命科学課程
- 東京農工大学#農学部 生物生産学科（動物生産系科目動物生化学、植物生産系遺伝子細胞工学）/ 応用生物科学科（生物機能化学講座/分子生命化学講座）/ 環境資源科学科（環境物質科学分野他） - 東京高等農林学校時代の1946年（昭和21年）4月農芸化学科を新設
- 新潟大学農学部 応用生物化学科 - 新潟県立農林専門学校 (旧制)時代から。
- 信州大学農学部 農学生命科学科（生命機能科学コース、動物資源生命科学コース、植物資源科学コース）
- 静岡大学農学部 生物資源科学科（植物バイオサイエンスコース、木質科学コース）/ 応用生命科学科
- 名古屋大学農学部 応用生命科学科
- 名古屋大学農学部 生物環境科学科/資源生物科学科/応用生命科学科
- 岐阜大学応用生物科学部 応用生物科学科 応用生命科学課程 分子生命科学コース/食品生命科学コース - 岐阜高等農林学校時代から。
- 三重大学生物資源学部 生物圏生命科学科 応用生命化学教育コース - 農学部生物資源学科時代から
- 京都大学農学部 応用生命科学科 資源生物科学科 - 京都帝国大学時代から（農林化学科）
- 神戸大学農学部 生命機能科学科 応用生命化学コース - 兵庫県立農科大学、神戸大学農学部 資源生命科学科時代から。
- 広島大学生物生産学部 生物生産学科 分子細胞機能学コース
- 岡山大学農学部 総合農業科学科 農芸化学コース（他は 応用植物科学コース、応用動物科学コース、環境生態学コース） (PDF)
- 島根大学生物資源科学部 生命工学科
- 鳥取大学農学部 生物資源環境学科 農芸化学コース - 鳥取高等農業学校時代から。
- 香川大学農学部 応用生物科学科 生物資源機能化学コース - 香川県立農科大学時代から。
- 愛媛大学農学部 生命機能学科/生物環境学科/応用生命化学専門教育コース
- 高知大学 土佐さきがけプログラム生命・環境人材育成コース
- 徳島大学生物資源産業学部
- 山口大学農学部 生物機能科学科
- 九州大学農学部 生物資源環境学科 応用生物科学コース（応用生命化学、食糧化学工学の各分野） - 九州帝国大学時代から。
- 佐賀大学農学部 応用生物科学科/生命機能科学科/生物環境科学科
- 宮崎大学農学部 応用生物科学科
- 鹿児島大学農学部 食料生命科学科（食品機能科学・食環境制御科学・焼酎発酵・微生物科学の各コース） - 鹿児島高等農林学校時代から[1]。
- 琉球大学農学部 亜熱帯生物資源科学科
- 秋田県立大学生物資源科学部 応用生物科学科/生物生産科学科
- 福井県立大学生物資源学部 生物資源学科
- 石川県立大学生物資源学部 生産科学科/環境科学科/食品科学科
- 大阪府立大学生命環境科学域 自然科学類 応用生命科学類 - 大阪農業専門学校 (旧制)時代から。
- 京都府立大学生命環境学部 生物資源化学科 生命分子化学科 - 京都府立農林専門学校 (旧制)時代から。
- 県立広島大学生命環境学部 生命科学科
- 東京農業大学 (オホーツクキャンパス) 生物産業学部 食香粧化学科/生物生産学科/アクアバイオ学科
- 酪農学園大学農食環境学群 環境共生学類
- 北里大学獣医学部 生物環境科学科
- 玉川大学農学部 先端食農学科 食品科学領域（旧農学部生命化学科→生物資源学科/生物環境システム学科から）
- 日本大学生物資源科学部 生命化学科 - 農獣医学部時代は農芸化学科
- 名城大学農学部 応用生物化学科/生物資源学科/生物環境科学科
- 中部大学応用生物学部 応用生物化学科/環境生物科学科
- 近畿大学農学部 (奈良キャンパス) 応用生命化学科
- 龍谷大学農学部 植物生命科学科/資源生物科学科
- 倉敷芸術科学大学生命科学部 生命科学科
- 崇城大学生物生命学部 応用微生物工学科/応用生命科学科

## 農芸化学科を置く高等学校
日本の農業に関する学科設置高等学校一覧
- 岡山県立津山東高等学校 - 高等学校設置時に農芸化学科を置くが1973年（昭和48年）の入学者より、農芸化学科を食品製造科に科名変更。
- 岡山県立高松農業高等学校 - 岡山県立高松農業高等学校に統合時農芸化学科を設置。1973年4月に農芸化学科を食品製造科と改称
- 高知県立高知農業高等学校 - 1973年（昭和48年）4月1日 - 農芸化学科を食品化学科に改称。
- 岩手県立大船渡農業高等学校
- 岩手県立盛岡農業高等学校 - 2004年（平成16年） 3月31日 - 農業科・園芸科・畜産科・生活科学科・林業科・農芸化学科を廃止
- 愛知県立安城農林高等学校 - 通常課程・農業課程農芸化学科1学級設置
- 京都府立綾部高等学校東分校 - 全日制で農業科・園芸科・農芸化学科が設置されている
- 山口県立田布施農工高等学校 - 1962年（昭和37年）4月 - 醸造科・家庭科の募集を停止し、農芸化学科・生活科を設置するが1994年（平成6年）4月 - 農業科・農芸化学科・生活科の募集を停止し、生物生産科・食品科学科・生活科学科を設置
- 福岡県立嘉穂中央高等学校 - 1962年（昭和37年）農芸化学科を設置するが1989年（平成元年） 制服変更。農業畜産科を農業技術科へ改称し農芸化学科も食品化学科へと改称
- 滋賀県立野洲高等学校 - 農業高時代の1964年（昭和39年）農芸化学科を設置
- 三重県立明野高等学校 - 農業高時代の1957年4月農芸化学科が設置される
- 岐阜県立岐阜農林高等学校 - 1957年に農産製造科を廃止し、農芸化学科を新設
- 徳島県立城西高等学校 - 農業高時代の1974年4月1日に農芸化学科、神山分校農林科の募集を停止。食品科、造園土木科を設置
- 鳥取県立米子南高等学校 - 農業高時代の1961年（昭和36年）農業科農蚕課程（2学級）を「農業科（1学級）」と「農芸化学科（1学級）」に改編

## 農芸化学に関する大学院専攻科を擁する日本の大学
国公立
- 北海道大学大学院総合化学院 総合化学専攻 生物化学コース
- 北海道大学大学院環境科学院 環境起学専攻/生物圏科学専攻/環境物質科学専攻
- 北海道大学大学院地球環境科学研究院
- 北海道大学大学院大学院生命科学院
- 東京農業大学（オホーツクキャンパス）大学院生物産業学研究科 生物生産学専攻
- 岩手大学大学院農学研究科 農学生命専攻/応用生物化学専攻/バイオフロンティア専攻
- 秋田県立大学大学院生物資源科学研究科 生物資源科学専攻
- 山形大学大学院農学研究科 生物生産学専攻/生物資源学専攻
- 東北大学大学院農学研究科 応用生命科学専攻/生物産業創成科学専攻
- 東北大学大学院生命科学研究科 分子生命科学専攻/生態システム生命科学専攻
- 京都大学大学院農学研究科 農学専攻/応用生物科学専攻/応用生命科学専攻
- 京都大学大学院生命科学研究科	統合生命科学専攻
- 京都府立大学大学院生命環境科学研究科 応用生命科学専攻
- 大阪府立大学大学院生命環境科学研究科 応用生命科学専攻
- 兵庫県立大学大学院環境人間学研究科	人間環境部門
- 奈良先端科学技術大学院大学バイオサイエンス研究科 バイオサイエンス専攻
- 神戸大学大学院農学研究科 生命機能科学専攻
- 広島大学大学院生物圏科学研究科 生物機能開発学専攻/環境循環系制御学専攻/生物資源科学専攻
- 広島大学大学院先端物質科学研究科 分子生命機能科学専攻
- 県立広島大学大学院総合学術研究科 生命システム科学専攻
- 山口大学大学院農学研究科 生物資源科学専攻
- 鳥取大学大学院農学研究科 生命資源科学専攻/国際乾燥地科学専攻
- 島根大学大学院生物資源科学研究科 生物生命科学専攻
- 香川大学総合生命科学研究センター
- 香川大学大学院農学研究科 生物資源利用学専攻/希少糖科学専攻
- 愛媛大学大学院農学研究科 応用生命化学専門教育コース
- 愛媛大学大学院連合農学研究科 生物資源生産学専攻/生物資源利用学専攻
- 高知大学大学院総合人間自然科学研究科 農学専攻
- 九州大学大学院農学研究院 生命機能科学専攻
- 佐賀大学大学院農学研究科 生物資源科学専攻/応用生物科学専攻
- 宮崎大学大学院農学研究科 生物生産科学専攻/水産科学専攻/応用生物科学専攻
- 鹿児島大学大学院農学研究科 生物生産学専攻/生物資源化学専攻/生物環境学専攻
- 琉球大学大学院農学研究科 亜熱帯農学専攻

私立
- 立命館大学生命科学研究科 生命科学専攻
- 長浜バイオ大学大学院バイオサイエンス研究科	バイオサイエンス専攻
- 近畿大学大学院農学研究科 応用生命化学専攻/バイオサイエンス専攻

## 資格
修了者は申請により毒物劇物取扱責任者となることができる。